# Christmas Bullet
Il Christmas Bullet, noto a partire dal 1918 come Cantilever Aero Bullet e a volte citato come Christmas Strutless Biplane, fu un modello di biplano monoposto statunitense con ala a sbalzo di cui furono costruiti solo due prototipi, che volarono nel 1919. È considerato da alcuni storici dell'aviazione uno tra i peggiori aeroplani mai costruiti.

## Storia del progetto
Il medico statunitense William W. Christmas (1865-1960) non aveva alcuna formazione o esperienza nel campo delle costruzioni aeronautiche quando, all'inizio del XX secolo, iniziò a dedicarsi alla progettazione di aeroplani; più tardi affermò che nel 1908 aveva costruito un aeroplano di sua concezione, del quale disse che era riuscito a decollare ma era andato perduto in un incidente. Di questa sua tesi però non esistono prove. Dopo aver probabilmente costruito un secondo aereo, chiamato Red Bird ("uccello rosso"), poi modificato e chiamato Red Bird II, nel 1910 Christmas fondò la Christmas Aeroplane Company, con base a Washington. Tuttavia non è mai stata trovata alcuna prova, oltre la sua stessa testimonianza, nemmeno dell'esistenza di questo secondo velivolo.
Nel 1912 la ditta di Christmas mutò denominazione, divenendo la Durham Christmas Aeroplane Sales & Exhibition Company; nel 1918, dopo essersi spostata a Copiague, New York, venne nuovamente ridenominata, questa volta in Cantilever Aero Company.
Christmas convinse due fratelli, Henry e Alfred McCorey, a finanziarlo. Insieme a loro, poi, fece visita alla sede della Continental Aircraft Company a Long Island, dove riuscì a persuadere la direzione che un suo aereo (il futuro Bullet, allora allo stadio di progetto) avrebbe potuto essere l'elemento chiave di un piano per rapire il Kaiser Guglielmo II di Germania. Vennero dunque proposti alla Continental due progetti, uno scout monoposto ed un aereo da combattimento a tre posti.

## Tecnica
Il monoposto Christmas Bullet era caratterizzato da una struttura completamente lignea, con una fusoliera a sua volta ricoperta da un rivestimento in legno sottile; tuttavia, nonostante le affermazioni del progettista, questo metodo di costruzione non riduceva apprezzabilmente la resistenza aerodinamica rispetto a un tradizionale rivestimento in tela, né era particolarmente innovativo (all'epoca della prima guerra mondiale molti aerei tedeschi da bombardamento e da ricognizione, oltre ad alcuni da caccia, erano stati costruiti così). Il Bullet era propulso da un motore Liberty L-6 allo stadio di prototipo: si trattava di una versione ridotta del motore Liberty L-12, ottenuta "dimezzando" l'originale motore a V a 12 cilindri per ottenerne uno più piccolo, più leggero e meno potente a 6 cilindri. Questo motore, capace di una potenza pari a 138 chilowatt (185 cavalli) a 1400 giri al minuto, era stato prestato a Christmas dall'U.S. Army, l'esercito degli Stati Uniti, con la clausola che esso venisse usato solo per eseguire dei test a terra.
La particolarità più interessante del progetto, oltre che il suo difetto più grave, era la totale mancanza di montanti o cavi di controventatura tra le ali, cioè di qualsiasi struttura di rinforzo esterna alle ali stesse. Distaccandosi dalla consuetudine dell'epoca, Christmas scelse consapevolmente di progettare il suo aereo in modo che le ali fossero flessibili e potessero piegarsi in volo come quelle degli uccelli. A riposo l'ala superiore assumeva un angolo di diedro di 17° verso il basso, mentre in volo le sue estremità potevano oscillare di circa un metro, cioè di 50 centimetri verso l'alto e altrettanti verso il basso rispetto alla posizione di diedro nullo. Le due ali, delle quali la superiore caratterizzata da un'apertura molto più ampia di quella inferiore (per cui l'aereo era in realtà un sesquiplano), erano anche prive di cavi di rinforzo al loro interno; l'aereo possedeva degli alettoni sul bordo d'uscita, responsabili del controllo del rollio; il controllo del beccheggio e dell'imbardata invece era affidato allo svergolamento delle superfici di coda. Alla progettazione dell'aereo collaborò anche il capo ingegnere della Continental, Vincent Burnelli (1895-1964). Il suo ruolo però si limitò al disegno della fusoliera: da tecnico esperto cercò di cambiare anche altri punti del progetto, ma Christmas fu irremovibile e il Bullet venne completato secondo i piani iniziali. I materiali da costruzione furono recuperati da depositi di legno e acciaio d'avanzo, e non erano aircraft grade: essi erano cioè sostanzialmente inadatti a sopportare le sollecitazioni del volo di un aeroplano, il che costituiva un altro elemento di preoccupazione per Burnelli.

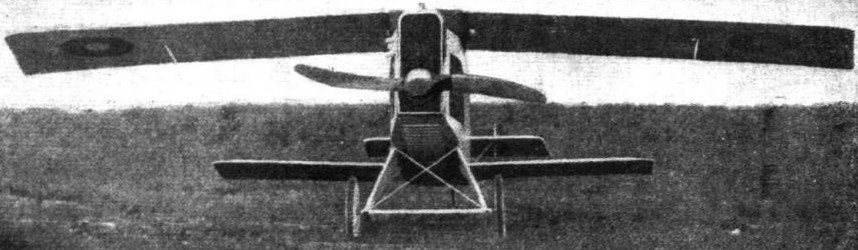
Vista frontale del Bullet; questa foto (pubblicata sulla rivista Flight il 13 febbraio 1919) mette chiaramente in evidenza la totale mancanza di montanti e cavi di rinforzo tra le ali.

## Impiego operativo
Il primo prototipo del Christmas Bullet volò per la prima volta il 14 gennaio del 1919 (o, forse, il 30 dicembre 1918); nel corso del suo primo volo, le ali si staccarono dalla fusoliera e l'aereo si schiantò a terra uccidendo il pilota collaudatore, Cuthbert Mills. La distruzione del prototipo del motore Liberty inizialmente non fu comunicata all'esercito e quando, più tardi, la notizia si diffuse tra i militari, essi ne furono piuttosto irritati.
Il secondo prototipo fu equipaggiato con un motore Hall-Scott L-6, sempre con 6 cilindri in linea. Anch'esso andò distrutto durante il suo primo volo, il 1º maggio 1919, ancora una volta causando la morte del pilota, il tenente Allington Joyce Jolly; la dinamica dell'incidente fu la stessa di quello che aveva distrutto il prototipo precedente. Il progetto venne quindi abbandonato prima dell'inizio dei test ufficiali da parte dell'U.S. Army Air Service.
Dopo la distruzione del secondo Bullet, Christmas iniziò una campagna per ottenere nuovi fondi per altri progetti, contattando sia privati che istituzioni governative e affermando di possedere centinaia di brevetti, in parte in corso, basati sulle sue ricerche nel campo dell'aeronautica. Disse di essere subissato di ordini per il Bullet provenienti dall'Europa, e che gli era stata fatta un'offerta milionaria per ricostruire l'aviazione della Germania sconfitta. Queste sue affermazioni si dimostrarono false, tuttavia Christmas continuò a progettare aeroplani per tutti gli anni venti, anche se nessuno entrò mai in produzione.